# Manteigas
Manteigas est une municipalité (en portugais : concelho ou município) du Portugal, située dans le district de Guarda et la région Centre.

## Géographie
Manteigas est limitrophe :
- au nord-est, de Gouveia,
- à l'est, de Guarda,
- au sud-est, de Covilhã,
- à l'ouest, de Seia.

## Histoire
La genèse du nom de Manteigas et de celui qui l’aurait fondé est inconnue, parce qu’il ne reste aucun monument qui puisse conduire à cette découverte. La tradition dit que Jules César est passé par ici, 50 ans a.C, à la tête de ses soldats.

Quant à l’origine des forums et privilèges, us et coutumes du village de Manteigas, décrits dans de nombreux documents du XIIe siècle et suivants, elle est identique à celle d’autres localités environnantes qui se sont établies sur les pentes de la chaîne montagneuse, autrefois connue comme Monte Hermínio, mais qui aujourd’hui s’appelle Serra da Estrela. 

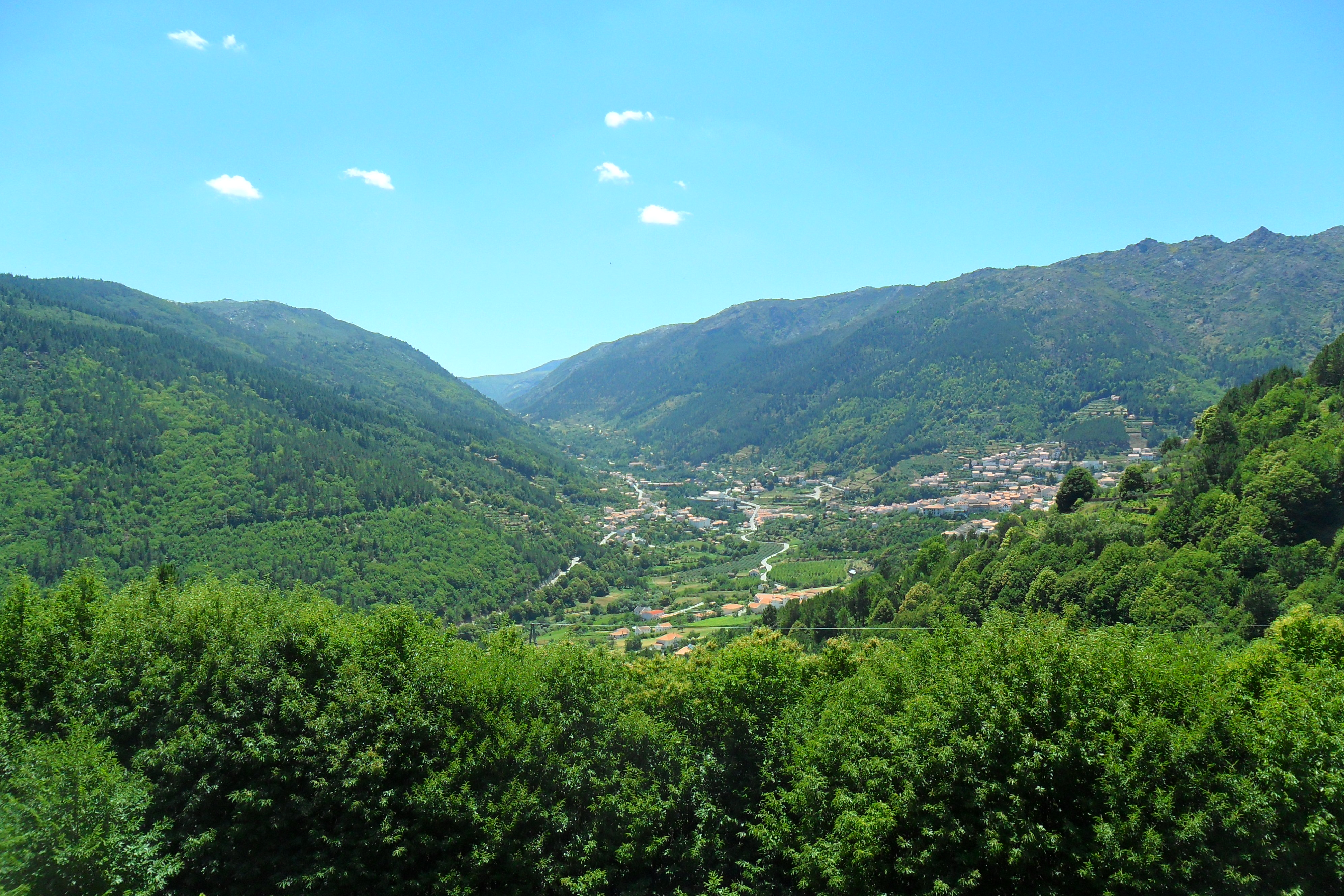
Manteigas.

En 1188, D. Sancho I concède la première charte au village de Manteigas et D. Manuel I lui en accorde une autre le 4 mars 1514, à Lisbonne. Ce dernier document, qui prouve l’autonomie du village à l’époque, est de grande importance puisqu’il contient la plus ancienne et sûre référence à la charte que D. Sancho a accordée à Manteigas.
Pour ce qui est des quatre paroisses qui constituent la commune, on sait que la paroisse de Santa Maria et celle de São Pedro se sont formées entre 1336 et 1338.
Quant à la paroisse de Sameiro, qui a appartenu à la commune de Covilhã et à celle de Valhelhas, plus tard éteinte, c’est seulement en 1835 qu’elle est rattachée à la commune de Manteigas.
La commune de Manteigas, éteinte le 26 juin 1896 et annexée à celle de Guarda, est restaurée le 13 janvier 1898.
La paroisse de Vale de Amoreira est intégrée à la commune à partir du 1er janvier 2002, en vertu de la Loi nº 29/2001 du 12 juillet.
Pour connaitre des histoires sur l'Histoire de Manteigas (en portugais)

## Démographie
| 1801  | 1849  | 1900  | 1930  | 1960  | 1981  | 1991  | 2001  | 2004  |
| ----- | ----- | ----- | ----- | ----- | ----- | ----- | ----- | ----- |
| 2 000 | 2 632 | 4 134 | 4 080 | 5 276 | 4 493 | 4 192 | 3 833 | 3 900 |

## Tourisme
Manteigas obtient en 2023 le label Meilleurs villages touristiques de l'Organisation mondiale du tourisme.

## Subdivisions
La municipalité de Manteigas groupe 4 paroisses (freguesia, en portugais) :
- Sameiro
- Santa Maria
- São Pedro
- Vale de Amoreira

## Jumelages
Morlaàs (France) depuis 1989

## Personnalités liées à la commune
- Adelino Nunes, joueur professionnel de football retraité qui a plus de 355 matchs en clubs et qui a représenté les couleurs du Portugal avec 18 sélections et 2 buts de 1983 à 1991.